# 16º Jamboree mondiale dello scautismo
Il 16º Jamboree mondiale dello scautismo si è svolto a Cataract Scout Park, Nuovo Galles del Sud in Australia dal 30 dicembre 1987 al 7 gennaio 1988. Fu il primo jamboree mondiale nell'emisfero sud e il primo evento ufficiale per il bicentenario dell'Australia.